# Elevator:2010
Elevator:2010 – konkurs naukowy z nagrodami pieniężnymi wzorowany na Ansari X Prize, ale w celu opracowania windy kosmicznej i technologii ją wspomagających. Elevator:2010 organizuje coroczne konkursy, w których przyznawane są nagrody za konstrukcję pojazdów wspinających, włókien i systemów zasilania. Konkurs organizowany jest we współpracy Spaceward Foundation oraz NASA Centennial Challenges.

## Historia

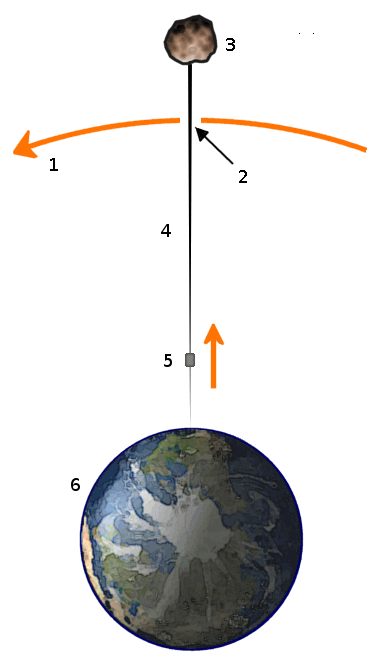
Schemat działania windy kosmicznej. 1 – orbita geostacjonarna, 2 – środek ciężkości całego układu, 3 – przeciwwaga (satelita na uwięzi), 4 – lina, 5 – pojazd wspinający, 6 – Ziemia. (Na schemacie nie zachowano proporcji)

23 marca 2005 r. NASA Centennial Challenges ogłosiła współpracę ze Spaceward Foundation w sprawie podniesienia kwot nagród pieniężnych i zdobycia większej ilości zespołów biorących udział w konkursach Elevator:2010.

## Obecne konkursy
Istnieją obecnie dwa (z siedmiu ogólnie), konkursy prowadzone przez NASA Centennial Challenges, które podchodzą pod Elevator:2010: The Tether Challenge i The Beam Power Challenge.

### Tether Challenge
Tether Challenge lub Wyzwanie Wytrzymałej Liny jest konkursem stanowiącym wyzwanie budowy super-silnej liny, która jest istotnym elementem windy kosmicznej. W 2005 r. konkurs nagrodził 50 000 dolarami zespół, który skonstruował najbardziej wytrzymałą linę, natomiast konkursy w kolejnych latach wymagają, aby każdy następny zwycięzca prześcignął tego z roku poprzedniego o 50%. Brak konkurujących zespołów zmusił do zwiększenia nagrody do 200 000 dolarów w 2006 r.
Z czterech rywalizujących drużyn, trzy zostały zdyskwalifikowane za nieprzestrzeganie zasad długości – w jednym z tych przypadków o ułamek milimetra.

### Beam Power Challenge
Beam Power Challenge lub Wyzwanie pojazdu wspinającego jest konkursem zbudowania bezprzewodowego wspinającego się robota. Pierwszy konkurs odbył się w 2005 r. z nagrodami w wysokości 50 000, 20 000 i 10 000 dolarów dla trzech najlepszych zespołów spełniających minimalne wymagania uzyskanej prędkości rzędu 1 m/s. Żaden zespół w 2005 r. nie spełnił powyższego wymogu.
W konkursie z 2009 r., 6 listopada 2009 r. LaserMotive udanie użył laserów do wspinaczki 4,8 kg napędu na wysokość 900 m po linie opuszczonej z helikoptera. Energia została przekazywana do wspinacza przy użyciu wysokiej mocy wiązki podczerwieni. Średnia prędkość pojazdu wspinającego wyniosła 13 km/h, a zespół w wyniku wygrania konkursu dostał 900 000 dolarów, co pozostaje pierwszą i jak dotąd najwyższą wygraną w konkursie.

## Przyszłe konkursy
Po LaserMotive z nagrodą pierwszego poziomu w wysokości 900 000 dolarów za skonstruowanie pojazdu wspinającego zasilanego laserem w 2009 r., konkursy prowadzone przez Elevator:2010, będą miały pulę nagród w wysokości 4 000 000 dolarów, zarówno dla konkursu Beam Power (pojazdu wspinającego zasilanego laserem) jak i Tether Strength.